# Niwa Nagashige
Niwa Nagashige (丹羽 長重?; 11 maggio 1571 – 30 aprile 1637) è stato un daimyō giapponese del periodo Sengoku, appartenente al clan Niwa e servitore del clan Oda.

## Biografia
Nagashige fu il figlio maggiore di Niwa Nagahide e sposò una figlia adottiva di Oda Nobunaga. 
Prese parte alla sua prima campagna militare nel 1583 assistendo il padre in battaglia contro Shibata Katsuie. Nella battaglia di Komaki e Nagakute, all'età di tredici anni, guidò le truppe del clan Niwa al posto del padre che era malato. Nel 1585, dopo la morte del padre, Nagashige ereditò il feudo del clan di 1.230.000 koku (che si estendeva nelle province di Echizen, Wakasa e una parte di Kaga). Si ritiene che questo enorme feudo dette impulso a Hideyoshi per ridurre la forza del clan Niwa che nel 1585 lo ridusse prima a 150.000 koku e poi a 40.000.
Nel 1600, durante la battaglia di Sekigahara, Nagashige si schierò con Ishida Mitsunari e combatté contro le forze di Maeda Toshinaga della provincia di Kaga durante la battaglia di Asai; dopo la sconfitta i suoi feudi vennero confiscati. Il suo stato di daimyō venne ripristinato nel 1603 quando gli fu garantito il dominio di Futsuto (10.000 koku) nella provincia di Hitachi. Durante l'assedio di Osaka Nagashige si schierò con Tokugawa Ieyasu. Per la sua lealtà il suo stipendio venne aumentato: fu trasferito nel dominio di Edosaki  (20.000 koku). Nagashige venne nuovamente promosso nel 1622 e fu spostato nel dominio di Tanagura con uno stipendio di 50.000 koku. La sua ascesa terminò nel 1627 quando fu spostato nel dominio di Shirakawa (100.700 koku). dove costruì il castello di Shirakawa e morì nel 1637.
Nagashige fu succeduto dal figlio Mitsushige.